# 알락해오라기

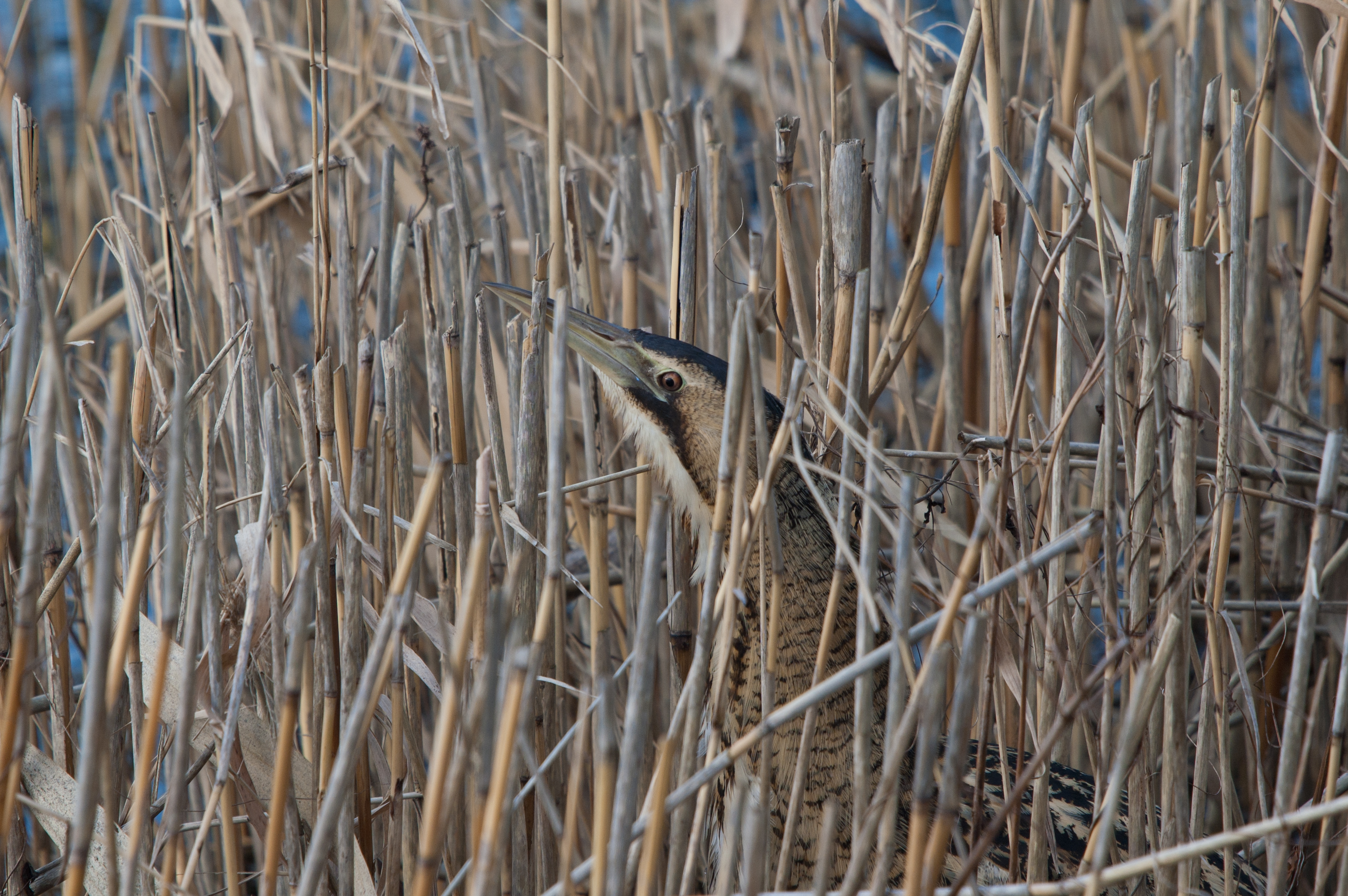
위장한 모습

알락해오라기(Eurasian bittern, great bittern, 학명: Botaurus stellaris)는 백로과 알락해오라기아과의 섭금류이다. 2개의 아종이 있다: 북부종(B. s. stellaris), 남부종(B. s. capensis). 갈대밭에 몰래 숨는 것을 선호하기 때문에 개방된 곳에서는 거의 보이지 않는다. 짝짓기 시기에 수컷이 울부짖는 소리가 들리는 봄에 모습이 잘 보인다. 물고기, 작은 포유류, 어린 새들, 양서류, 갑각류, 곤충을 먹이로 한다.
수컷이 암컷보다 더 크다. 알락해오라기의 길이는 69~81cm, 날개 길이는 100~130cm, 체질량은 0.87~1.94kg이다.
목 뒤쪽은 검은색이며 개개의 깃털은 다소 긴 편이다.